# Liste der Monuments historiques in Rosny-sur-Seine
Die Liste der Monuments historiques in Rosny-sur-Seine führt die Monuments historiques in der französischen Gemeinde Rosny-sur-Seine auf.

## Liste der Bauwerke
| Bezeichnung                      | Beschreibung | Standort                  | Kennzeichnung | Schutzstatus | Datum | Bild |
| -------------------------------- | ------------ | ------------------------- | ------------- | ------------ | ----- | ---- |
| Schloss                          |              | (Lage)                    | PA00087592    | Classé       | 1941  |      |
| Ehemaliges Hospice Saint-Charles |              | 30, route de Paris (Lage) | PA00087593    | Classé       | 1973  |      |

## Liste der Objekte
- Monuments historiques (Objekte) in Rosny-sur-Seine in der Base Palissy des französischen Kultusministeriums